# 진 영공 (희진)
진 영공(晉 靈公, ? ~ 기원전 607년, 재위: 기원전 620년 ~ 기원전 607년)은 춘추 시대 진(晉)나라의 임금으로, 휘는 이고(夷皋)이다.

## 생애

### 즉위
아버지 진 양공의 태자였으나, 양공이 양공 7년(기원전 621년)에 세상을 떠나자, 경들은 나이 어린 태자 이고 대신 장성한 공실의 어른을 임금으로 모시고자 하였다. 정경 조돈(趙盾)은 진나라에서 벼슬하여 명성 높은 공자 옹(公子雍)을, 호역고(狐射姑)는 진나라에서 벼슬하는 공자 낙(公子樂)을 추천했다. 호역고가 실각 · 망명하여 공자 옹이 후계로 결정되고, 진 강공이 군대를 보내 공자 옹을 진나라로 들여보내려 했다.
태자 이고의 어머니 목영이 대부들에게 읍소하여 태자를 세우기를 자꾸 청하니 대부들은 목영을 걱정하고 또 국인들을 두려워해 약속을 깨고 이고를 세우니 곧 이가 진 영공이다. 조돈은 공자 옹을 호위하고 오는 진군을 기습하여 쫓아냈다.

### 조돈의 섭정
영공은 아직 어렸으므로, 아버지 진양공 시절부터 정경을 지낸 조돈이 영공을 대신하여 집정하며 진나라의 정치와 외교를 주도했다. 예를 들면, 진양공 7년(기원전 621년), 조돈은 영공 즉위 후 제후들과 회합했으며, 진영공 원년(기원전 620년) 진(晋)나라가 위나라에서 빼앗은 땅을 돌려준 것도 조돈이 극결의 말을 받아들였기 때문이다. 진영공 3년(기원전 618년), 조돈의 반대파 기정보(箕鄭父) · 선도(先都) · 사곡(士縠) 세 경과 양익이(梁益耳) · 괴득(蒯得)이 반란을 일으켜 조돈파 경인 선극(先克)을 죽였으나, 진나라에서는 이들을 모두 죽였다.
진晋영공이 즉위하는 과정에서 진나라를 배신했으므로 진晋나라와 진나라는 서로 분쟁 상태로 들어갔다. 진晋영공 원년(기원전 620년) 진나라는 진나라의 무성을 취해 작년의 영호 싸움을 보복했고, 진晋영공 4년(기원전 617년) 진晋나라는 진나라의 소량을 취했으며, 진나라는 보복으로 진나라의 북징을 취했다. 진晋영공 6년(기원전 615년), 진나라가 진나라의 기마를 취하자, 진영공은 노하여 조돈 · 조천(조숙의 아들로 조돈의 종제) · 극결에게 군대를 맡겨 진나라를 막게 해 양국 군은 하곡에서 교전했다.

### 시해
진영공 14년(기원전 607년), 영공은 장성했는데, 사치하고 사람을 함부로 죽였다. 도안이(屠岸夷)의 손자인 도안가(屠岸賈)를 총애했으며 수도 강성(降城) 안에 기이한 화초로 꾸민 도원(桃園)을 세우고 그 곳에서 정사를 봤다. 조돈과 사회가 이를 간하자 영공은 이를 싫어하여 조돈을 암살하려 했으나, 조돈은 겨우 목숨을 건져 달아났다. 조돈의 사촌 조천이 진영공을 습격하여 죽이고 조돈을 맞이했다. 조돈은 검소함으로 백성을 화합했으나 진영공은 사치했으므로 백성들이 따르지 않아 시해하기가 쉬웠다.